# Cybotron
I Cybotron sono stati un progetto musicale statunitense nato a Detroit nel 1980 dalla collaborazione tra Juan Atkins e Richard Davis.
Le loro produzioni dei primi anni ottanta sono state caratterizzate da un sapiente mix di generi musicali anche molto diversi tra loro, dal funk di George Clinton con i suoi Parliament e Funkadelic fino ad arrivare a Kraftwerk, Giorgio Moroder e all'Electropop inglese.
Nel 1985 Atkins ha lasciato il gruppo per seguire una fortunata carriera solista, mentre Davis ha continuato a produrre musica come Cybotron.

## Discografia

### Album
- 1983 – Enter
- 1990 – Clear (Enter con lievi cambiamenti nella tracklist)
- 1993 – Empathy
- 1995 – Cyber Ghetto
- 2005 – Motor City Machine Music (Greatest Hits)

### Singoli
- "Alleys of Your Mind" b/w "Cosmic Raindance" (Deep Space, 1981)[1]
- "Cosmic Cars" b/w "The Line" (Deep Space, 1982)[2]
- "Clear" b/w "Industrial Lies" (Fantasy, 1983)[3]
- "Techno City" (Fantasy, 1984)[4]
- "R-9" (Fantasy, 1985)[5]
- "Eden" (Fantasy, 1986)[6]